# 5. ožujka
5. ožujka (5. 3.) 64. je dan godine po gregorijanskom kalendaru (65. u prijestupnoj godini).
Do kraja godine ima još 301 dan.

## Događaji
- 1770. – Bostonski masakr: gađanje britanskih vojnika grudama tijekom vojne okupacije ubrzo je preraslo u nasilje u Bostonu.
- 1824. – Britanija je službeno objavila rat Burmi, čime je započeo Prvi anglo-burmanski rat.
- 1849. – Bitka kod Kaponje, dio Revolucije u Mađarskoj 1848.
- 1918. – Boljševička Rusija premjestila je glavni grad iz Petrograda u Moskvu.
- 1940. – Sovjetski Politbiro potpisao naredbu o pogubljenju 25 700 poljskih ratnih zarobljenika i inteligencije, čime započinje događaj poznat kao Pokolj u Katinskoj šumi.
- 1946. – Winston Churchill prvi put upotrijebio termin željezna zavjesa.
- 1960. – Alberto Korda snimio je kultnu fotografiju Guerrillero heroico koja prikazuje marksističkog revolucionara Che Guevaru.
- 1970. – Pohranom posljednjih ratifikacijskih povelja u Moskvi, New Yorku i Londonu stupio je na snagu sporazum o zabrani uporabe atomskog oružja.
- 1979. – Stephen P. Synnott otkrio jupiterov satelit Tebe

| - 1133. – Henrik II., engleski kralj († 1189.) - 1224. – Kinga Poljska, poljsko-ugarska svetica († 1292.) - 1326. – Ludovik I. Anžuvinac, hrvatsko-ugarski kralj († 1382.) - 1512. – Gerardus Mercator, belgijski kartograf i geograf († 1594.) - 1696. – Giovanni Battista Tiepolo, talijanski slikar († 1770.) - 1871. – Rosa Luxemburg, njemačka političarka († 1919.) - 1898. – Ču En-laj, kineski političar († 1976.) - 1900. – Josip Gostič, operni pjevač († 1963.) - 1908. – Rex Harrison, engleski glumac († 1990.) - 1918. – Tom Starcevich, australski vojnik hrv. podrijetla († 1989.) - 1922. – Pier Paolo Pasolini, talijanski pjesnik, intelektualac, filmski redatelj i pisac († 1975.) - 1933. – Walter Kasper, njemački kardinal - 1943. – Josip Genda, hrvatski glumac († 2006.) - 1969. – Julije Jelaska, hrvatski crtač stripa - 1970. – John Frusciante, američki gitarist - 1974. – Eva Mendes, američka glumica i model - 1993. – Harry Maguire, engleski nogometaš | - 1827. – Alessandro Volta, talijanski fizičar (* 1745.) - 1893. – Hippolyte Taine, francuski povjesničar i književni kritičar (* 1828.) - 1923. – Dora Pejačević, hrvatska skladateljica (* 1885.) - 1953. – Josif Visarionovič Staljin, sovjetski političar i državnik (* 1879.) - Sergej Prokofjev, ruski skladatelj (* 1891.) - Herman J. Mankiewicz, američki scenarist (* 1897.) - 1966. – Ana Ahmatova, rusko-ukrajinska pjesnikinja (* 1889.) - 1982. – John Belushi, američki glumac i komičar (* 1949.) - 2007. – Ivan Supek, hrvatski fizičar, filozof, pisac i humanist (* 1915.) - 2013. – Hugo Chávez, venezuelanski političar i državnik (* 1954.) - 2015. – Vlada Divljan, jugoslavenski i srpski glazbenik (* 1958.) |

## Imendani
- Euzebije
- Vedran
- Lucije
- Hadrijan
- Virgil